# أديلايد من هولندا
أديلايد الهولندية (بالألمانية: Adelheid von Holland) (حوالي 1230 - دفنت. 9 أبريل 1284)؛ كانت كونتيسة هينو من خلال زواجها من جان الأول، هي ابنة فلوريس الرابع، كونت هولندا وماتيلدا دي برابانت، وشقيقة ويليام الثاني كونت هولندا وملك ألمانيا، شغلت منصب الوصية على ابن شقيقها فلوريس الخامس بين عامي 1258 حتى 1263.